# Hamlet (Oregon)
Hamlet az Amerikai Egyesült Államok északnyugati részén, Oregon állam Clatsop megyéjében, a Clatsop megyei Állami Erdőben elhelyezkedő önkormányzat nélküli település.
A finnek által alapított helység nevét falusi mérete miatt kapta. Az 1905 körül megnyílt, 1953-ban bezárt posta öt különböző helyen (az aktuális hivatalvezető lakásán) működött. Az 1910-ben leégett iskola helyett egy évvel később nyolcszáz méterrel arrébb új intézmény épült, amely ma közösségi házként szolgál. A településen található még egy temető is.

## Fordítás
- Ez a szócikk részben vagy egészben  a   Hamlet, Oregon című angol Wikipédia-szócikk ezen változatának fordításán alapul.  Az eredeti cikk szerkesztőit annak laptörténete sorolja fel. Ez a jelzés csupán a megfogalmazás eredetét és a szerzői jogokat jelzi, nem szolgál a cikkben szereplő információk forrásmegjelöléseként.